# Joseph Aoun
Joseph Khalil Aoun (/aʊn/; tiếng Ả Rập: جوزيف خليل عون; sinh ngày 10 tháng 1 năm 1964) là một chính trị gia và tướng lĩnh người Liban, ông trở thành tổng thống thứ 14 của Liban vào ngày 9 tháng 1 năm 2025. Ông được bổ nhiệm làm Tư lệnh thứ 14 của Lực lượng Vũ trang Liban vào năm 2017.